# Porodaedalea
Porodaedalea Murrill. (czyrogmatwica) – Rodzaj grzybów z rodziny szczeciniakowatych (Hymenochaetaceae).

## Charakterystyka
Grzyby nadrzewne, saprotrofy lub pasożyty. Owocnik przyrasta bokiem, jest półeczkowaty i ma półkulisty kształt. Hymenofor rurkowaty, a w hymenium często znajdują się szczecinki. Zarodniki brązowe lub bezbarwne.

## Systematyka i nazewnictwo
Pozycja w klasyfikacji według Index Fungorum: Hymenochaetaceae, Hymenochaetales, Incertae sedis, Agaricomycetes, Agaricomycotina, Fungi.
Tradycyjnie zaliczane do rodzaju Phellinus, którego polską nazwę „czyreń” podał Stanisław Domański w 1965 r. Polską nazwę „czyrogmatwica” dla wyodrębnionego rodzaju w 2015 r. zaproponowała grupa mykologów w publikacji Karasińskiego i in., a jej używanie Komisja ds. Polskiego Nazewnictwa Grzybów Polskiego Towarzystwa Mykologicznego zarekomendowała w 2021 r.

## Gatunki
- Porodaedalea cancriformans (M.J. Larsen, Lombard & Aho) T. Wagner & M. Fisch. 2002
- Porodaedalea cedrina Pilát ex M. Tomsovsky & J. Kout 2013
- Porodaedalea himalayensis (Y.C. Dai) Y.C. Dai 2010
- Porodaedalea laricis (Jacz. ex Pilát) Niemelä 2005
- Porodaedalea niemelaei M. Fisch. 2000
- Porodaedalea pini (Brot.) Murrill 1905 – czyrogmatwica sosnowa (czyreń sosnowy)
- Porodaedalea yamanoi (Imazeki) Y.C. Dai 2010

Wykaz gatunków (nazwy naukowe) na podstawie Index Fungorum. Nazwa polska „czyreń sosnowy” według Władysława Wojewody.